# Ulrich II. (St. Gallen)
Ulrich II. († 9. Dezember 1076) war von 1072 bis 1076 Abt der Fürstabtei St. Gallen.

## Leben
Abt Nortpert ernannte bei seinem Rücktritt 1072 den Propst Ulrich zu seinem Nachfolger. Über Ulrichs Leben vor dem Amtsantritt als Abt ist nichts bekannt.